# 蜀绣

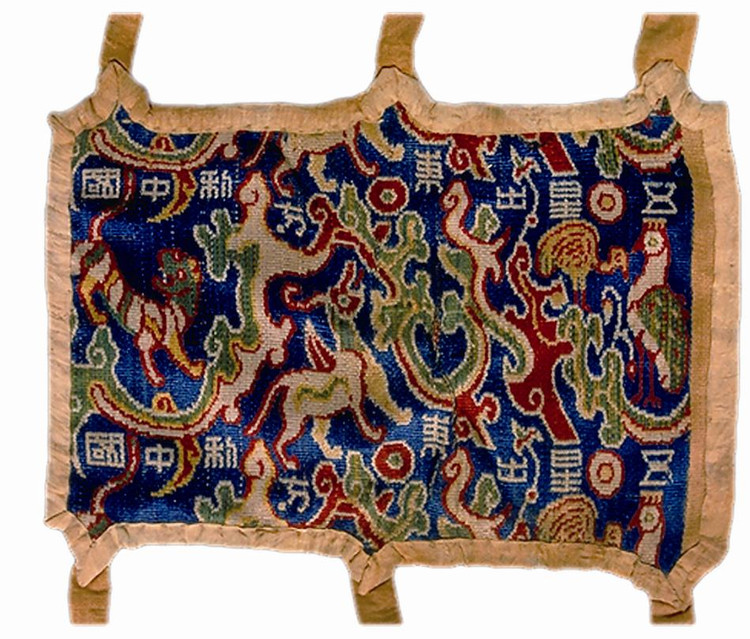
「五星出東方利中國」護膊，東漢末至魏晉時期蜀繡

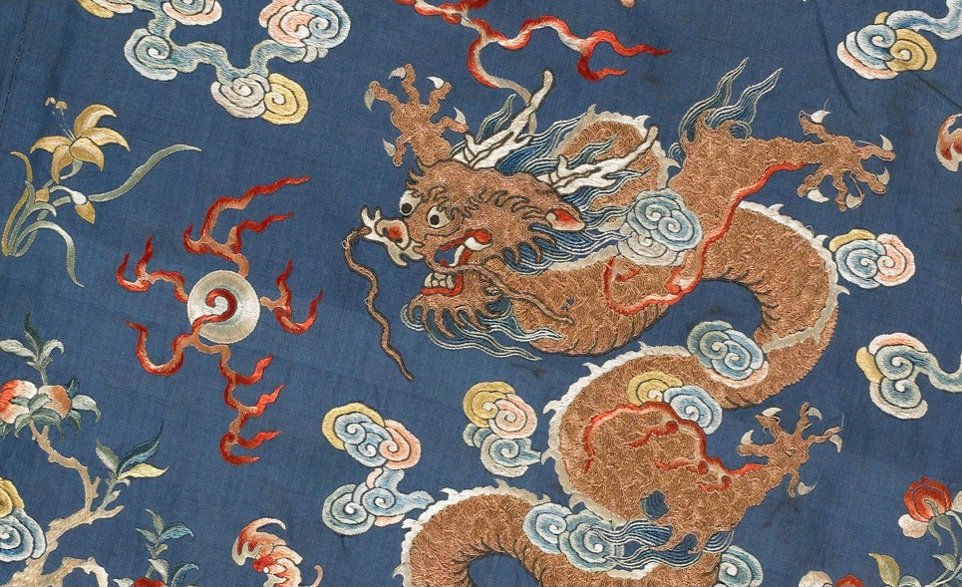
蜀繡清朝皇室旗裝細部

蜀绣，又称川绣，是指出产于中国四川省成都市及其周边的刺绣品，是具有历史传统的刺绣品种。

## 歷史
在两晋时期，据常璩《华阳国志·蜀志》记载，蜀绣已成为蜀地特产之一，亦為中国四大名绣之一，也是国家级非物质文化遗产之一。蜀绣是中国地理标志产品，范围为成都市。

## 特色
蜀绣以钦缎和彩丝为主要原料，运用独特的绣枝，绣制被面、枕套、衣物、鞋子及画屏等。向以嚴謹細膩的針法，短针细密，针脚平齐，片线光亮，淡雅清秀的色彩，優美流暢的線條，中國水墨畫的格調，形成浓厚獨特的地方風格。

## 刺繡技藝
- 斜滾針，是蜀繡最基本的針法之一，兩線緊靠，形成條紋，適宜表鮮花藤、花杆、葉筋、水波、松針、勾云等
- 切針，適宜表現透明的輕紗、薄霧、魚鰭、水泡
- 蓬鋪針，有對折閃光的效果
- 參針，裝飾性極強
- 柘木針，有色彩過渡的效果。

## 另見
- 蜀錦